# Isle of Sunken Gold

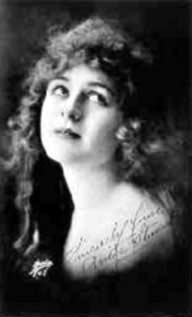
Anita Stewart, que interpreta a Princesa Kala de Tafofu no seriado.

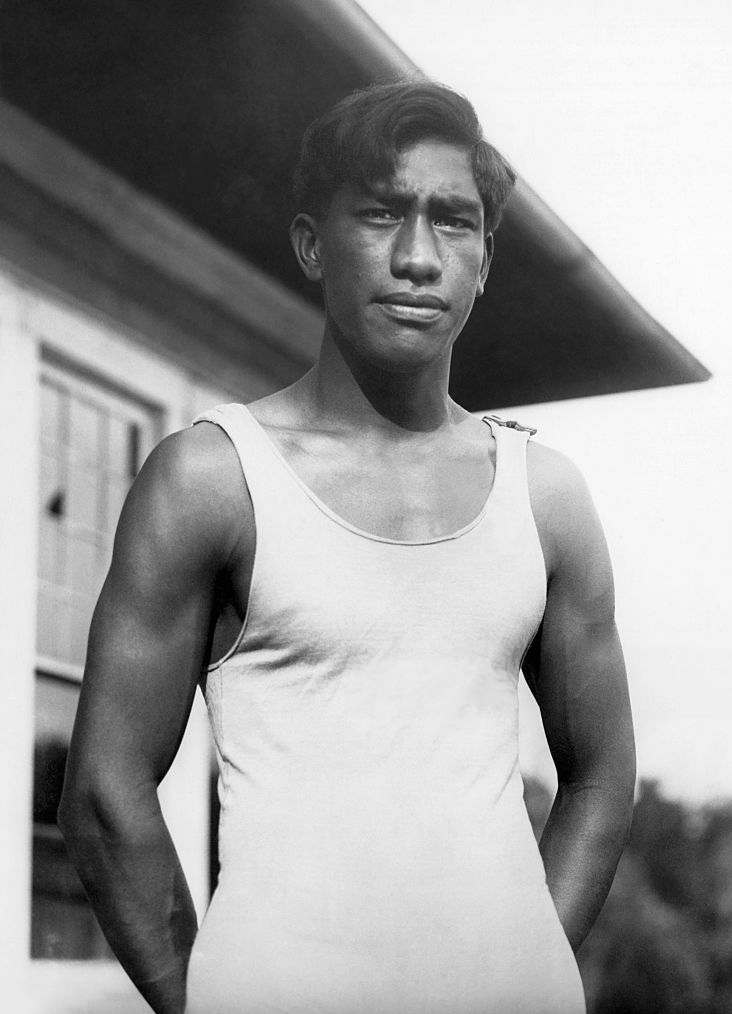
Duke Kahanamoku, ator, nadador e surfista havaiano, que atua no seriado.

Isle of Sunken Gold é um seriado estadunidense de 1927, gênero aventura, dirigido por Harry S. Webb, em 10 capítulos, estrelado por Anita Stewart e Duke Kahanamoku. Produzido e distribuído pela Mascot Pictures, veiculou nos cinemas estadunidenses entre 1 de setembro e 3 de novembro de 1927.
Este seriado é considerado perdido, no entanto, os capítulos 4, 5 e 6, e a parte 1 do capítulo 7 foram recentemente descobertos em um arquivo europeu, a Collectie Filmcollectief, na Holanda. Foi lançado, recentemente, um DVD com os trechos sobreviventes restaurados

## Sinopse
Um capitão de navio obtém metade de um mapa do tesouro que está enterrado em uma ilha nos mares do Sul. A governante da ilha, uma linda princesa, tem a outra metade do mapa e eles juntam suas forças para combater uma gangue de piratas e um grupo de ilhéus.

## Elenco
- Anita Stewart … Princesa Kala de Tafofu
- Duke Kahanamoku[4]
- Bruce Gordon … Tod Lorre, capitão de Roamer
- Evangeline Russell
- Curtis 'Snowball' McHenry … "Possum"
- Jack P. Pierce (creditado John Pierce)
- Vincente Howard
- Emmett Wagner
- Jay J. Bryan
- Alfred Sabato
- K. Nambu
- Kong, the Devil Ape

## Capítulos
1. Isle of Sunken Gold
2. Trapped in Mid-Air
3. Engulfed by the Sea
4. The Volcano's Pit
5. The Hulk of Death
6. The Prey of Sharks
7. Fire of Revenge
8. The Battle of Canoes
9. Trapped by the Ape
10. The Devil Ape's Secret